# Anıtkabir
Az Anıtkabir egy mauzóleum, amelyben Mustafa Kemal Atatürk, a török függetlenségi háború vezéralakja, a Török Köztársaság alapítója és egyben első elnöke nyugszik. Az Anıtkabir Ankara Anıttepe negyedében található. A mauzóleumot prof. Emin Onat és asst. prof. Orhan Arda tervezte, terveiket egy nemzetközi pályázat 45 ajánlata közül választotta ki a kormány 1941-ben. A pályázat kiírása szerint egy „monumentális mauzóleumot” kellett építeni Atatürk emlékének.
A mauzóleumban nyugszik Atatürk harcostársa, İsmet İnönü is, az ország második köztársasági elnöke, akit 1973-ban helyeztek itt örök nyugalomra. Sírja az Atatürk mauzóleummal szemben fekszik, az Ünnepségek terének ellenkező oldalán.

## Építészeti jellemzők
Az 1940-es és 1950-es évek építészete Törökországban a Második Nemzeti Építészetként ismert. Az időszak jellegzetes épülete monumentális, szimmetrikus, kővel borított; nagy hangsúlyt fektettek a részletekre. Az Anıtkabir sokak szerint a korszak legmonumentálisabb építménye, melyen szeldzsuk és oszmán építészeti és díszítőelemek is megtalálhatóak.

## Az építkezés

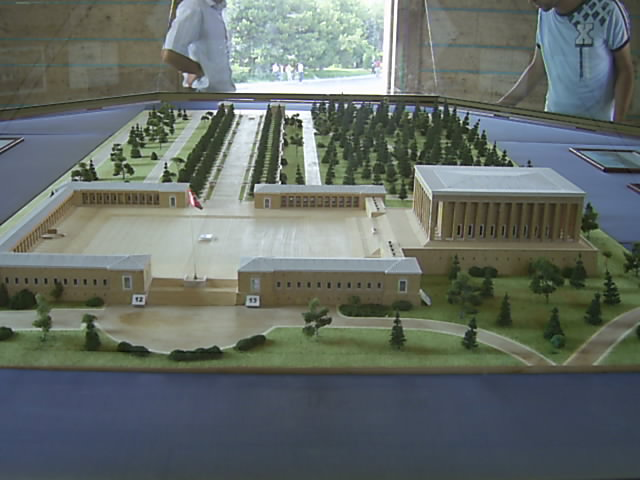
Az Anıtkabir kicsinyített mása

Az Anıtkabir számára kiválasztott domb neve Rasattepe (A Megfigyelés Dombja), mely központi helyet foglal el Ankarában, és ahonnan fenséges kilátás nyílik a városra. Az építkezést megelőző régészeti ásatásokon phrügiai leletek kerültek elő, melyeket az ankarai Anatóliai Civilizációk Múzeumában állítottak ki.
Az Anıtkabir építése kilenc évig tartott, négy fázisban. Az építkezés 1944. október 9-én kezdődött az alapkő letételével.
Az építkezés első része 1945-ben fejeződött be, ekkor történtek az ásatások és épültek az Oroszlánok útjának alapjai.
A második fázisban készült el a mauzóleum és a hozzá kapcsolódó épületek az Ünnepségek tere körül. Az építkezés 1945. szeptember 29-én kezdődött és 1950. augusztus 8-án fejeződött be. 1947 végére készültek el a feltárásokkal és a mauzóleum 11 méteres, fémmel megerősített betonalapjainak lerakásával.
A bejáratnál található bástyák, az utak nagy része, a virágoskertek és az ültetvények jó része valamint az öntözőrendszer is ebben a szakaszban készült.
A harmadik fázisban fejezték be az Oroszlánok útját, a mauzóleumhoz vezető utakat, az ünnepségek terét; a mauzóleum felső szintjének kőborítása, a lépcsői és a hatalmas sírkő is ekkor épült, valamint ekkor vezették be az áramot, a vizet és a fűtést a mauzóleumba.
A negyedik és egyben befejező lépésben készült el a Tiszteletadás termének padlózata, boltívei és díszítései. A negyedik fázist 1953. szeptember 1-jén fejezték be.

### Eltérés az eredeti tervektől
Az eredeti tervek szerint a mauzóleum boltíves, oszlopokkal megtámasztott tetőszerkezetet kapott volna. 1951. december 4-én a kormány megkérdezte az építészeket, hogy nem lehetne-e hamarabb befejezni az építkezést, ha csökkentik az eredeti 28 méteres belmagasságot a Tiszteletadás termében. A tervek tanulmányozása után az építészek úgy döntöttek, hogy az eredeti boltíves kőszerkezet helyett betonlappal fedik le a termet. Ezzel csökkentették a tetőszerkezet súlyát is, így biztonságosabbá téve az épületet.

### Domborművek, burkolatok, kőlapok
Az építkezéshez felhasznált kőlapokat és márványlapokat Törökország több részéről hozták, mely gesztus a török nép Atatürk iránt érzett szeretetét kívánta jelképezni. A betonfelületeket sokszínű forrásvízi mészkővel borították be, míg a mauzóleum belsejébe márvány került.
Kayseriből hozatott fehér mészkőből készültek a szoborcsoportok, az oroszlánok szobrai és a mauzóleum oszlopai, Polatlıból és Maliköyből hozatott fehér mészkőből pedig a tornyok belső borítása. Kayseriből származó vörös és fekete mészkővel borították az ünnepségek terét és a tornyok padlózatát. Çankırıból hozatták a Győzelmi domborművekhez, a Tiszteletadás terme külső falához és az ünnepségek tere oszlopaihoz használt sárga mészkövet. Használtak még vörös, fekete és krémszínű mészkövet a Tiszteletadás termének padlózatához (Hatay, Adana, Çanakkale), és zöld, valamint sárgásbarna mészkövet a belső falakhoz (Bilecik). A 40 tonna súlyú monolitikus sírkövet Adanából szállították a fővárosba, a szarkofág fehér márványborítása pedig Afyonkarahisarból származik.

## Az Anıtkabir részei

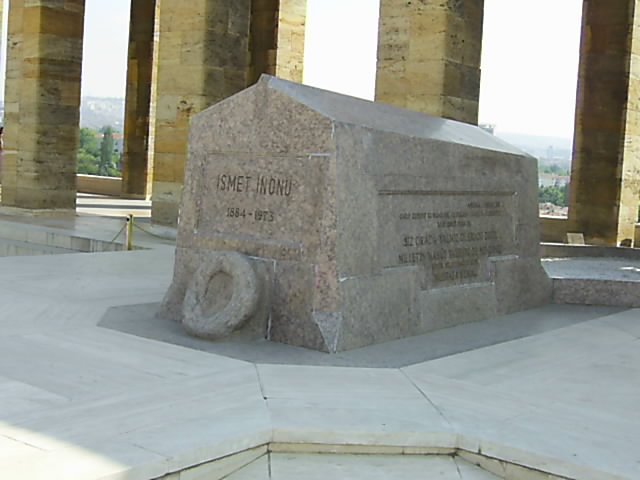
İsmet İnönü sírja

Az Anıtkabir 750 000 négyzetméteren terül el, és két részre oszlik: a Béke Parkra és az Emlékműre.

### Béke Park
A Béke Park megalkotását Atatürk híres mondása, az ország mottója ihlette: „Béke otthon, béke a világban” (Yurrta sulh, cihanda sulh). Ennek jegyében Törökország különböző részeiről és a világ minden tájáról érkezett növényeket ültettek a parkba. A növények nagy része olyan országokból érkezett, mint Afganisztán, Anglia, Ausztria, Belgium, Ciprus, Dánia, Egyiptom, Finnország, Franciaország, Görögország, India, Irak, Izrael, Japán, az egykori Jugoszlávia, Kanada, Kína, Németország, Norvégia, Olaszország, Portugália, Spanyolország, Svédország és az USA. A Béke Parkban több mint ötvenezer fa és dísznövény található (összesen 104 faj).

### Az Emlékmű
Az Emlékmű három részre tagolható:
- mauzóleum
- Oroszlánok útja
- Ünnepségek tere

#### A mauzóleum

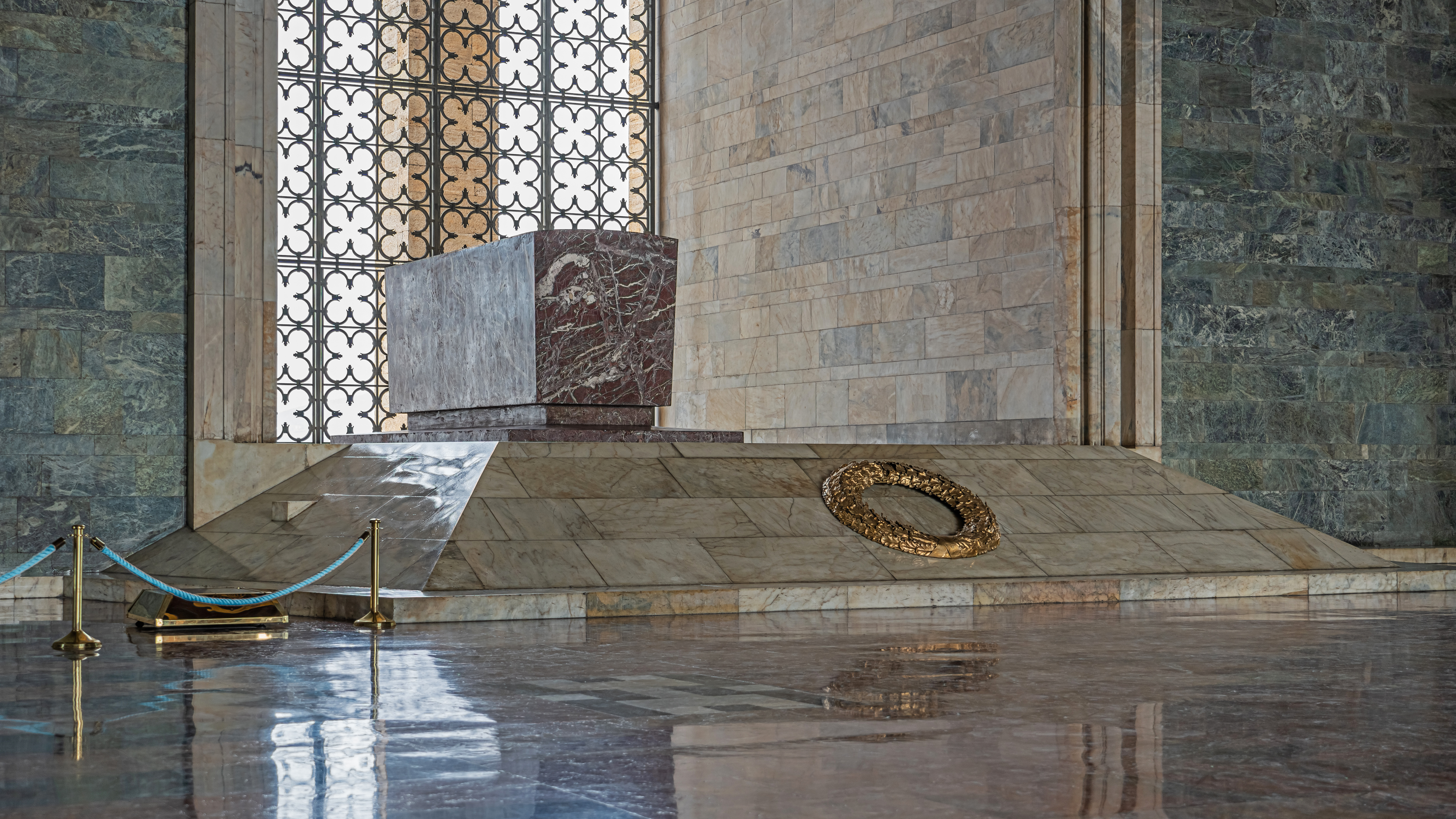
Atatürk márványszarkofágja

A díszemelvény a 42 fokból álló lépcső közepén kapott helyet. A márványból készült emelvényre, mely az Ünnepségek terére néz, és melyet kör alakú minták díszítenek, Atatürk egyik mondása van felvésve: „A szuverenitás a nemzet feltétel nélküli része”.
A Mauzóleum méretei 75×52×17 méter, négyszög alakú, 8 oszlop díszíti elől, és 14 oszlop mindkét oldalt. Mindegyik oszlop 14,40 méter magas.
A sírkamra a szimbolikus sírkő alatt fekszik a mauzóleum földszintjén. Nyolcszög alakú, szeldzsuk és oszmán építészeti stílusban épült; gúla alakú tetőszerkezetét mozaikok és geometriai formák díszítik. A padlót vörös, fekete és fehér mészkő díszíti. A kamra közepén található a márványból készült szarkofág, mely délre, Mekka irányába néz. A szarkofág körül sárgaréz edényekben Törökország tartományaiból és Észak-Ciprusról hozott föld található.
A mauzóleummal szemben, a felvonulási tér másik végében található İsmet İnönü márványsírja.

#### Az Oroszlánok útja
A 262 méter hosszú sétálóutca mindkét oldalát 24 ülő oroszlánszobor szegélyezi. A hettita anatóliai stílusú oroszlánok az erőt és a békét szimbolizálják.

#### Az Ünnepségek tere
Az Ünnepségek tere az oroszlánok útjának végében található, 129 méter hosszú és 84 méter széles; 15000 ember befogadására képes. A teret 373 szőnyegminta díszíti, melyek különböző színű mészkőből készültek.

## Bástyák, szobrok, múzeum
Az Anıtkabir területén tíz bástya található szimmetrikus elrendezésben. Szimbolikus jelentésűek, a török nemzetre és a köztársaság megalapítására ható ideológiákat hivatottak bemutatni. Felépítésük tekintetében hasonlóak: négyszög alakúak, gúla tetővel (obeliszk-szerűek). A tetejükre bronzból készült nyílhegyet helyeztek, mely a hagyományos török nomád sátrak tetején is megtalálható. A bástyák geometrikus mintákkal díszítettek, melyeket az ősi török szőttesek mintái inspiráltak. A belső elrendezés minden esetben a bástya nevének megfelelő; valamint mindegyik bástyában megtalálhatóak Atatürk különböző mondásai.

### Függetlenség bástya
A bástya az Oroszlánok útjának jobb oldalán található, a belső falát díszítő dombormű egy egyenesen álló, mindkét kezével kardot tartó fiatalembert ábrázol, míg mellette egy sziklán egy sas ül. A sas a mitológiában és a szeldzsuk művészetben az erőt és a függetlenséget szimbolizálja, míg a fiatalember a karddal a függetlenségért harcoló török nép megtestesítője.

### Szabadság bástya
Az Oroszlánok útjának bal oldalán áll a Szabadság bástya. Belsejében egy angyalt ábrázoló dombormű található; az angyal egy papirost tart a kezében, mellette egy ágaskodó ló látható. Az angyal a szabadság szentségét, a papiros a Függetlenségi Nyilatkozatot szimbolizálja. A ló együttesen szimbolizálja a szabadságot és a függetlenséget.

### Mehmetçik(török katona) bástya
A Mehmetçik bástya az Oroszlánok útjának jobb oldalán található. A bástya külső oldalán egy „mehmetcsik” képét találjuk, aki éppen a frontra indul. A „mehmetcsik” szó eredete a török függetlenségi háborúra vezethető vissza; a háborúban hősiesen harcoló egyszerű török katonát nevezték mehmetcsiknek (a gyakori török férfinév Mehmet alapján). A képen a szomorú, de büszke anya fia vállán nyugtatja a kezét, és küldi őt a honvédő háborúba. A bástyában egy kis könyvesboltot és ajándéküzletet találhatnak az érdeklődők.

### Győzelem bástya
A bástya belső falain a nemzet három legfontosabb győzelmének dátumait és Atatürknek e győzelmekről mondott szavait találhatjuk. A bástyában helyezték el az ágyútalpat, melyen Atatürk koporsóját vitték a Dolmabahçe palotából Sarayburnuba, ahol átadták a tengerészetnek 1938. november 19-én.

### Béke bástya
A bástya belsejében található dombormű Atatürk híres mondását hivatott szimbolizálni: Béke otthon, béke a világban. A dombormű földművelő parasztokat ábrázol és egy katonát, aki kivont kardjával védelmezi őket. A katona a török hadsereget jelképezi, a béke erős védelmezőjét, aki biztosítja, hogy a török nép békében és nyugodtan élhesse mindennapjait.

### Április 23. bástya
A bástya belső falain a dombormű a Nagy Török Nemzetgyűlés megnyitását ábrázolja (1920. április 23.). Egy női alak a megnyitás dátumával ellátott papírlapot tart az egyik kezében, a másikban pedig egy kulcsot, mely a nemzetgyűlés megnyitását jelképezi.
A bástyában lehet megtekinteni Atatürk 1936 és 1938 között használt Cadillac típusú automobilját is.

### Reformok bástya
Ebben a bástyában állították ki Atatürk ruháit. A bástya falán a gyenge kézben tartott, kihunyó lángú fáklyát ábrázoló dombormű az Oszmán Birodalom hanyatlását jelképezi. Atatürk reformjait, amelyekkel modern útra vezette a fiatal köztársaságot, egy ragyogó fáklyát tartó erős kéz szimbolizálja.

### Misaki-i Milli(Nemzeti Egyezmény) bástya
A bástya a múzeumhoz közel helyezkedik el, a belsejében található dombormű a nemzet egységét jelképezi. A dombormű egy kardmarkolatot ábrázol, melyen négy kéz kulcsolódik össze. Ez az ország megmentésére kész nemzeti összefogást szimbolizálja.

### Női szobrok
A Függetlenség bástya előtt három női alakot ábrázoló szoborcsoportot találunk. Az oldalt elhelyezkedő két nő gabonakévét tart a kezében, mely az ország gazdagságát szimbolizálja. A bal oldalon álló nő kinyújtott kezében egy csészét tart, isten részvétét kérve Atatürk iránt. A középen álló nő eltakarja arcát a kezeivel, sír. A szoborcsoport a török nők büszkeségét, komolyságát és határozottságát jelképezi, a legnagyobb gyász (Atatürk elvesztése) közepette is.

### Férfi szobrok
A három férfit ábrázoló szoborcsoport a Szabadság bástya előtt helyezkedik el. A jobb oldalon álló sisakot, kabátot viselő férfi a török katonát ábrázolja, mellette, könyvvel a kezében a fiatal török értelmiségit találjuk, mögötte pedig hagyományos öltözetben a török földművest. Az arcokon a gyász mellett a török nép akaratereje is kifejezésre jut.

### Anıtkabir Atatürk Múzeum
Az Atatürk Múzeumot 1960. június 21-én nyitották meg a látogatók előtt. Itt találhatjuk Atatürk személyes tárgyait, bútorait, a neki ajándékozott tárgyakat, medálokat és egyéb személyes holmit, melynek egy részét az államférfi adoptált gyermekei ajándékoztak a múzeumnak.

## Érdekesség
Az Anıtkabir területére esett a Gordionban és az Afyonkarahisar-környéki Eskişehirben feltárt tumulusokkal azonos jelentőségű fríg-korszakból (i. e. 7. sz.) származó tumulus (telepdomb), melynek – más leletanyagok mellett – jó állapotban talált szép ortosztát-reliefjei (grif, bika, ló és oroszlán) az Anatóliai Civilizációk Múzeumát gazdagítják.